# Sainte-Marie-de-Chignac
Sainte-Marie-de-Chignac là một xã, nằm ở tỉnh Dordogne vùng Aquitaine của Pháp. Xã này có diện tích 11,8 km², dân số năm 2007 là 553 người. Xã nằm ở khu vực có độ cao trung bình m trên mực nước biển.

## Thông tin nhân khẩu
| Năm    | 1962 | 1968 | 1975 | 1982 | 1990 | 1999 | 2007 |
| ------ | ---- | ---- | ---- | ---- | ---- | ---- | ---- |
| Dân số | 281  | 268  | 275  | 301  | 391  | 458  | 553  |